# Chapinero
Chapinero är en del av en befolkad plats i Colombia.   Den ligger i departementet Bogotá, i den centrala delen av landet, i huvudstaden Bogotá. Chapinero ligger 2 563 meter över havet och antalet invånare är 156 274.
Terrängen runt Chapinero är varierad. Runt Chapinero är det mycket tätbefolkat, med 4 188 invånare per kvadratkilometer. Närmaste större samhälle är Bogotá, 4,0 km söder om Chapinero. Runt Chapinero är det i huvudsak tätbebyggt.